# マッサレンゴ
マッサレンゴ（伊: Massalengo）は、イタリア共和国ロンバルディア州ローディ県にある、人口約4,400人の基礎自治体（コムーネ）。

## 地理

### 位置・広がり

#### 隣接コムーネ
隣接するコムーネは以下の通り。
- コルネリアーノ・ラウデンセ
- オッサーゴ・ロディジャーノ
- ピエーヴェ・フィッシラーガ
- サン・マルティーノ・イン・ストラーダ
- ヴィッラノーヴァ・デル・シッラロ

### 気候分類・地震分類
気候分類では、zona E, 2592 GGに分類される。
また、イタリアの地震リスク階級 (it) では、zona 3 (sismicità bassa) に分類される。